# Земский собор 1566 года
Земский собор 1566 года — земский собор об отказе присланным послам от польского короля Сигизмунда II Августа в перемирии, о походе на него войной, по причине взятия им несправедливым образом многих Лифляндских городов и не выгодных с его стороны к заключению перемирия условий.
Является первым земским собором, от которого до нас дошли документы с точными сведениями о составе собора и его предмете обсуждения, «приговорный список» с именами участников собора и с изложением соборных мнений, кроме того сохранилась, летописная запись о соборном приговоре.

## Предыстория
В 1558 году царь Иван IV Васильевич Грозный, за неисполнение условий последнего перемирия, вступил войною в Лифляндию и имел в ней успех. Король польский Сигизмунд Август, по прошению магистра Лифляндского Гонгарда Кетлера, заключил в 1561 году с Лифляндией договор, по решению которого Г. Кетлер становился 1-м герцогом Курляндским, а Лифляндия признавала над собой верховную власть польского короля, который начал с Россией войну. Боевые действия продолжалась пять лет, пока вновь были возобновлены в 1566 году мирные переговоры.
От польского короля в Москву прибыли 30 мая 1566 года послы Ю. А. Ходкевич и Ю. В. Тишкевич, а по Государеву указу был созван Земский собор. Переговоры с послами начались 09 июня, но носили деловой характер с 17-25 июня 1566 года, когда бояре с Государем решили вести дело не к «вечному миру», а к перемирию, именно о возможных условиях этого перемирия и шла речь на соборе. Литовские послы согласны были заключить перемирие на условиях:
1. Города Ливонии оставались за тем, кто ими владеет (польской король);
2. Полоцкая область разграничить известными рубежами, Озерище с уездом передать московскому царю, а Усвятскую волость — польскому королю,
3. Пленных взаимно отпустить без выкупа.

На таких условиях мира, Ливония и Балтийское побережье навсегда отходили к полякам и литовцам. Собор потребовал отдать Москве все земли Ливонии и полоцкие земли за Двиной.
Чтобы решиться на какой-то определённый шаг, нужно было обсудить положения дел, точно определить боевую готовность ратных сил, узнать о финансовом положении страны и в случае войны призвать население к усиленной напряжённой деятельности, разъяснив всю важность и необходимость предстоящей войны — в этих целях и был созван Земский собор.
Земский собор состоялся 28 июня 1566 года в присутствии царя и его двоюродного брата князя Владимира Андреевича. Собор заседал в Теремном дворце, в одной из палат, где царь сидел на троне, а неподалёку от него за особым столом разместилось высшее духовенство, а поодаль на лавках сидели по родовитости бояре.
Приговор был составлен 02 июля 1566 года, но переговоры с послами продолжились с 05 июля, и во 2-й половине июля посольство покинуло Москву, договорившись, что официального перемирия заключено не будет, но до завершения переговоров «на границе быти тишине».

## Состав собора
Состав собора был близок к составу совещаний, которые происходили ранее и весьма мало похож на земские собора XVII столетия. В состав собора вошли 375 человек, из них выборных 280 человек, из которых 205 от дворян. В Земском соборе участвовали: царь Иван Грозный, освящённый собор (высшее духовенство) без митрополита (митрополит Афанасий в то время митрополию оставил). Духовные лица этого собора подали особое от других чинов мнение и подписали соборный приговор за продолжение войны. В состав собора вошла Государева дума (все бояре), а также государевы казначеи и дьяки. От бояр и думных людей последовало также особое по делу мнение: «будем класть головы свои за Государя».
В составе собора поименованы: архиепископы, епископы, архимандриты, игумены, монастырские старцы и другие духовные чины — 32 человека, бояр, окольничих и иные лица из состава Государственной думы — 29 человек, дворяне 1-й статьи — 97 человек, дворяне и дети боярские других статей — 99 человек, торопецкие и луцкие помещики — 9 человек служилых людей из Торопца и Великих Лук, дьяки и приказные люди — 33 человека, которые заявили: «ведает то Бог и великий Государь, его государева воля, а мы холопы государевы, готовы на государское дело». На соборе присутствовали гости, купцы и Смоляне — всего 75 человек, о которых летопись дважды пишет: «гости и купцы и все торговые люди», которые порешили продолжать воевать. Если бы не было купцов и гостей, то можно было бы отнести собор к числу совещаний старого типа, из ряда предшествующих совещаний XV-XVI веков. На соборе не было выборного представительства, и нет ни малейшего намёка на то, что земские представители явились на собор в силу общественного выбора.
К приговорной грамоте о продолжении войны архиереи и епископы приложили свои печати, низшее духовенство засвидетельствовали грамоту рукоприкладством, бояре и приказные люди крест целовали и приложили руки, остальные чины только целовали крест.

## Мнения историков о соборе
Историк С. М. Соловьёв считал причиной созыва собора недоверия царя Ивана Грозного к боярам и ссылался на «Сказания князя Курбского», который писал: «отнята была власть, данная от прародителей, всё делалось так, как захотят бояре, которые утверждали и между собой дружбу и даже у царя ничего не спрашивали».
Профессор В. Н. Латкин усматривал в созыве собора желание царя опереться на мнение земли. Н. И. Костомаров считал такую опору тем более необходимой, так как бояре одни были за войну, другие против. Сам царь был за продолжение войны, которая грозила неизвестным исходом. В. О. Ключевский назвал собор: «совещанием правительства со своими агентами» и отмечал, что «дворянских представителей подбирали на собор, по их местному значению, по их положению среди служилых землевладельцев тех уездов, где находились их вотчины или поместья», а также «сосредоточенные в столице местные капиталисты». С. Ф. Платонов о соборе писал: «новый опыт представительства, хотя и своеобразный, за всю страну и за все классы свободного населения, в этом и заключается важное значение собора 1566 года в истории Земских соборов».